# جيمي جونسون (لاعب كرة قدم)
جيمي جونسون (بالإنجليزية: Jimmy Johnson)‏ (و. 1938  م) هو لاعب كرة قدم أمريكية، من الولايات المتحدة، ولد في دالاس، تكساس، يلعب كظهير خلفي ‏.

## جوائز
حصل على جوائز منها:
- قاعة مشاهير محترفي كرة القدم.

## روابط خارجية
- جيمي جونسون على موقع مرجع كرة القدم المحترفة.كوم (الإنجليزية)